# Skatakobben, Helsingfors
Skatakobben, finska: Katajanokanluoto, är en ö i Finland. Den ligger i Finska viken och i kommunen Helsingfors i landskapet Nyland.
Öns area är 0,5 hektar och dess största längd är 100 meter i nord-sydlig riktning.
På Skatakobben, som ligger utanför Skatudden, finns Skatakobbens lotsstuga, huvudbyggnaden till en tidigare finländsk lotsstation. Den byggdes 1876 och förklarades 2007 som statligt byggnadsminne. Kobben är privatägd och lotsstugan fungerar sedan 2020 som kafé och restaurang.